# Michael Kalu Ukpong
Michael Kalu Ukpong (ur. 15 grudnia 1964 w Amaekpu Ohafia) – nigeryjski duchowny katolicki, biskup pomocniczy Umuahia w latach 2020-2022, biskup diecezjalny Umuahia od 2023.

## Życiorys

### Prezbiterat
Święcenia kapłańskie otrzymał 7 sierpnia 1993 i został inkardynowany do diecezji Umuahia. Pracował głównie jako duszpasterz parafialny w rodzinnej diecezji oraz w niemieckiej diecezji ratyzbońskiej. W latach 2016–2018 kierował szkołą średnią w Asaga Ohafia, a w kolejnych latach pełnił funkcję kanclerza kurii.

### Episkopat
30 maja 2020 papież Franciszek mianował go biskupem pomocniczym diecezji Umuahia, ze stolicą tytularną Igilgili. Sakry udzielił mu 30 lipca 2020 nuncjusz apostolski w Nigerii - arcybiskup Antonio Filipazzi.
1 listopada 2022 papież Franciszek mianował go biskupem diecezji Umuahia.